# Universidad de Gakushuin
La universidad de Gakushuin (学習院大学 Gakushūin Daigaku) es una universidad privada en Mejiro, Toshima Ward, Tokio. Fue restablecida después de la Segunda Guerra Mundial y se afilió a la Escuela corporativa Gakushuin. Fue la sucesora de la original universidad de Gakushuin la cual fue un establecimiento durante el período Meiji para educar a los hijos de la nobleza japonesa. Es una de las universidades más prestigiosas de Japón, y muchos de sus estudiantes son de la familia imperial. El número promedio de estudiantes está limitado para que cada estudiante pueda recibir atención personalizada del personal. Forma parte de las cuatro universidades de Tokio junto con las universidades de Seijo, Musashi y Sekei.
Tiene facultades de leyes, economía, ciencias sociales, letras, ciencias, además de una escuela profesional de leyes. La universidad ofrece clases de japonés para los estudiantes extranjeros. Aunque está diseñado para estudiantes japoneses, aproximadamente 60 clases se imparten en inglés, además la universidad admite aproximadamente a 80 estudiantes de alto nivel académico y social para estudiar en cada facultad y escuela de postgrado.

## Posicionamientos generales
La universidad ocupó el puesto 72 en 2010, el 63 en 2009 y el 78 en 2008 en el ranking Truly Strong Universities emitido por Toyo Keizai, ya que la universidad de Gakushuin se centra en las ciencias sociales y humanidades antes que en las ciencias naturales, situándose así en puestos más bajos. La universidad de Gakushuin quedó en el puesto 161 en el ranking de universidades mundiales en 2010. La universidad de Gakushuin es una de las pocas universidades que compiten en el top de universidades nacionales japonesas.